# Coupe d'Europe FIRA de rugby à XV 1954
Navigation
Coupe d'Europe FIRA 1952 Coupe européenne des nations 1965-1966
La Coupe d'Europe FIRA de rugby à XV 1954 est organisée par la Fédération internationale de rugby amateur du 11 au 24 avril 1954 en Italie.
La France remporte la compétition en battant en finale l'Italie en finale sur le score de 39 à 12.

## Tableau
|  | Match préliminaire                        | Match préliminaire                        | Match préliminaire                        | Match préliminaire                        |         |         | Barrage                                  | Barrage                                  | Barrage                                  | Barrage                                  |  |  | Demi-finales          | Demi-finales          | Demi-finales          | Demi-finales          |  |  | Finale                               | Finale                               | Finale                               | Finale                               |
|  |                                           |                                           |                                           |                                           |         |         |                                          |                                          |                                          |                                          |  |  |                       |                       |                       |                       |  |  |                                      |                                      |                                      |                                      |
|  | 5 avril 1954, Campo Universitaria, Madrid | 5 avril 1954, Campo Universitaria, Madrid | 5 avril 1954, Campo Universitaria, Madrid | 5 avril 1954, Campo Universitaria, Madrid |         |         | 11 avril 1954, Stadio di Monigo, Trévise | 11 avril 1954, Stadio di Monigo, Trévise | 11 avril 1954, Stadio di Monigo, Trévise | 11 avril 1954, Stadio di Monigo, Trévise |  |  | 19 avril 1954, Naples | 19 avril 1954, Naples | 19 avril 1954, Naples | 19 avril 1954, Naples |  |  | 24 avril 1954, Stade olympique, Rome | 24 avril 1954, Stade olympique, Rome | 24 avril 1954, Stade olympique, Rome | 24 avril 1954, Stade olympique, Rome |
|  | Espagne                                   | Espagne                                   | 23                                        | 23                                        |         |         | 11 avril 1954, Stadio di Monigo, Trévise | 11 avril 1954, Stadio di Monigo, Trévise | 11 avril 1954, Stadio di Monigo, Trévise | 11 avril 1954, Stadio di Monigo, Trévise |  |  | 19 avril 1954, Naples | 19 avril 1954, Naples | 19 avril 1954, Naples | 19 avril 1954, Naples |  |  | 24 avril 1954, Stade olympique, Rome | 24 avril 1954, Stade olympique, Rome | 24 avril 1954, Stade olympique, Rome | 24 avril 1954, Stade olympique, Rome |
|  | Espagne                                   | Espagne                                   | 23                                        | 23                                        |         |         | 11 avril 1954, Stadio di Monigo, Trévise | 11 avril 1954, Stadio di Monigo, Trévise | 11 avril 1954, Stadio di Monigo, Trévise | 11 avril 1954, Stadio di Monigo, Trévise |  |  | 19 avril 1954, Naples | 19 avril 1954, Naples | 19 avril 1954, Naples | 19 avril 1954, Naples |  |  | 24 avril 1954, Stade olympique, Rome | 24 avril 1954, Stade olympique, Rome | 24 avril 1954, Stade olympique, Rome | 24 avril 1954, Stade olympique, Rome |
|  | Portugal                                  | Portugal                                  | 0                                         | 0                                         |         |         | 11 avril 1954, Stadio di Monigo, Trévise | 11 avril 1954, Stadio di Monigo, Trévise | 11 avril 1954, Stadio di Monigo, Trévise | 11 avril 1954, Stadio di Monigo, Trévise |  |  | 19 avril 1954, Naples | 19 avril 1954, Naples | 19 avril 1954, Naples | 19 avril 1954, Naples |  |  | 24 avril 1954, Stade olympique, Rome | 24 avril 1954, Stade olympique, Rome | 24 avril 1954, Stade olympique, Rome | 24 avril 1954, Stade olympique, Rome |
|  | Portugal                                  | Portugal                                  | 0                                         | 0                                         | Espagne | Espagne | 14                                       | 14                                       |                                          |                                          |  |  | 19 avril 1954, Naples | 19 avril 1954, Naples | 19 avril 1954, Naples | 19 avril 1954, Naples |  |  | 24 avril 1954, Stade olympique, Rome | 24 avril 1954, Stade olympique, Rome | 24 avril 1954, Stade olympique, Rome | 24 avril 1954, Stade olympique, Rome |
|  |                                           |                                           |                                           |                                           | Espagne | Espagne | 14                                       | 14                                       |                                          |                                          |  |  | 19 avril 1954, Naples | 19 avril 1954, Naples | 19 avril 1954, Naples | 19 avril 1954, Naples |  |  | 24 avril 1954, Stade olympique, Rome | 24 avril 1954, Stade olympique, Rome | 24 avril 1954, Stade olympique, Rome | 24 avril 1954, Stade olympique, Rome |
|  |                                           |                                           | Belgique                                  | Belgique                                  | 0       | 0       |                                          |                                          |                                          |                                          |  |  | 19 avril 1954, Naples | 19 avril 1954, Naples | 19 avril 1954, Naples | 19 avril 1954, Naples |  |  | 24 avril 1954, Stade olympique, Rome | 24 avril 1954, Stade olympique, Rome | 24 avril 1954, Stade olympique, Rome | 24 avril 1954, Stade olympique, Rome |
|  |                                           |                                           |                                           |                                           | 0       | 0       |                                          |                                          |                                          |                                          |  |  | 19 avril 1954, Naples | 19 avril 1954, Naples | 19 avril 1954, Naples | 19 avril 1954, Naples |  |  | 24 avril 1954, Stade olympique, Rome | 24 avril 1954, Stade olympique, Rome | 24 avril 1954, Stade olympique, Rome | 24 avril 1954, Stade olympique, Rome |
|  |                                           |                                           |                                           |                                           |         |         |                                          |                                          |                                          |                                          |  |  | 19 avril 1954, Naples | 19 avril 1954, Naples | 19 avril 1954, Naples | 19 avril 1954, Naples |  |  | 24 avril 1954, Stade olympique, Rome | 24 avril 1954, Stade olympique, Rome | 24 avril 1954, Stade olympique, Rome | 24 avril 1954, Stade olympique, Rome |
|  |                                           |                                           |                                           |                                           |         |         |                                          |                                          |                                          |                                          |  |  | 19 avril 1954, Naples | 19 avril 1954, Naples | 19 avril 1954, Naples | 19 avril 1954, Naples |  |  | 24 avril 1954, Stade olympique, Rome | 24 avril 1954, Stade olympique, Rome | 24 avril 1954, Stade olympique, Rome | 24 avril 1954, Stade olympique, Rome |
|  | Espagne                                   | Espagne                                   | 6                                         | 6                                         |         |         |                                          |                                          |                                          |                                          |  |  |                       |                       |                       |                       |  |  | 24 avril 1954, Stade olympique, Rome | 24 avril 1954, Stade olympique, Rome | 24 avril 1954, Stade olympique, Rome | 24 avril 1954, Stade olympique, Rome |
|  | Espagne                                   | Espagne                                   | 6                                         | 6                                         |         |         |                                          |                                          |                                          |                                          |  |  |                       |                       |                       |                       |  |  | 24 avril 1954, Stade olympique, Rome | 24 avril 1954, Stade olympique, Rome | 24 avril 1954, Stade olympique, Rome | 24 avril 1954, Stade olympique, Rome |
|  |                                           |                                           | Italie                                    | Italie                                    | 16      | 16      |                                          |                                          |                                          |                                          |  |  |                       |                       |                       |                       |  |  | 24 avril 1954, Stade olympique, Rome | 24 avril 1954, Stade olympique, Rome | 24 avril 1954, Stade olympique, Rome | 24 avril 1954, Stade olympique, Rome |
|  |                                           |                                           |                                           |                                           | 16      | 16      |                                          |                                          |                                          |                                          |  |  |                       |                       |                       |                       |  |  | 24 avril 1954, Stade olympique, Rome | 24 avril 1954, Stade olympique, Rome | 24 avril 1954, Stade olympique, Rome | 24 avril 1954, Stade olympique, Rome |
|  |                                           | 18 avril 1954, Stadio Comunale, Parme     |                                           |                                           |         |         |                                          |                                          |                                          |                                          |  |  |                       |                       |                       |                       |  |  | 24 avril 1954, Stade olympique, Rome | 24 avril 1954, Stade olympique, Rome | 24 avril 1954, Stade olympique, Rome | 24 avril 1954, Stade olympique, Rome |
|  |                                           |                                           |                                           |                                           |         |         |                                          |                                          |                                          |                                          |  |  |                       |                       |                       |                       |  |  | 24 avril 1954, Stade olympique, Rome | 24 avril 1954, Stade olympique, Rome | 24 avril 1954, Stade olympique, Rome | 24 avril 1954, Stade olympique, Rome |
|  |                                           |                                           |                                           |                                           |         |         |                                          |                                          |                                          |                                          |  |  |                       |                       |                       |                       |  |  | 24 avril 1954, Stade olympique, Rome | 24 avril 1954, Stade olympique, Rome | 24 avril 1954, Stade olympique, Rome | 24 avril 1954, Stade olympique, Rome |
|  |                                           |                                           |                                           |                                           |         |         |                                          |                                          |                                          |                                          |  |  |                       |                       |                       |                       |  |  | 24 avril 1954, Stade olympique, Rome | 24 avril 1954, Stade olympique, Rome | 24 avril 1954, Stade olympique, Rome | 24 avril 1954, Stade olympique, Rome |
|  |                                           |                                           |                                           |                                           |         |         |                                          |                                          |                                          |                                          |  |  |                       |                       |                       |                       |  |  | 24 avril 1954, Stade olympique, Rome | 24 avril 1954, Stade olympique, Rome | 24 avril 1954, Stade olympique, Rome | 24 avril 1954, Stade olympique, Rome |
|  |                                           |                                           |                                           |                                           |         |         |                                          |                                          |                                          |                                          |  |  |                       |                       |                       |                       |  |  | 24 avril 1954, Stade olympique, Rome | 24 avril 1954, Stade olympique, Rome | 24 avril 1954, Stade olympique, Rome | 24 avril 1954, Stade olympique, Rome |
|  |                                           |                                           |                                           |                                           |         |         |                                          |                                          |                                          |                                          |  |  |                       |                       |                       |                       |  |  | 24 avril 1954, Stade olympique, Rome | 24 avril 1954, Stade olympique, Rome | 24 avril 1954, Stade olympique, Rome | 24 avril 1954, Stade olympique, Rome |
|  |                                           |                                           |                                           |                                           |         |         |                                          |                                          |                                          |                                          |  |  |                       |                       |                       |                       |  |  | 24 avril 1954, Stade olympique, Rome | 24 avril 1954, Stade olympique, Rome | 24 avril 1954, Stade olympique, Rome | 24 avril 1954, Stade olympique, Rome |
|  | Italie                                    | Italie                                    | 12                                        | 12                                        |         |         |                                          |                                          |                                          |                                          |  |  |                       |                       |                       |                       |  |  |                                      |                                      |                                      |                                      |
|  | Italie                                    | Italie                                    | 12                                        | 12                                        |         |         |                                          |                                          |                                          |                                          |  |  |                       |                       |                       |                       |  |  |                                      |                                      |                                      |                                      |
|  |                                           |                                           | France                                    | France                                    | 39      | 39      |                                          |                                          |                                          |                                          |  |  |                       |                       |                       |                       |  |  |                                      |                                      |                                      |                                      |
|  |                                           |                                           |                                           |                                           | 39      | 39      |                                          |                                          |                                          |                                          |  |  |                       |                       |                       |                       |  |  |                                      |                                      |                                      |                                      |
|  |                                           |                                           |                                           |                                           |         |         |                                          |                                          |                                          |                                          |  |  |                       |                       |                       |                       |  |  |                                      |                                      |                                      |                                      |
|  |                                           |                                           |                                           |                                           |         |         |                                          |                                          |                                          |                                          |  |  |                       |                       |                       |                       |  |  |                                      |                                      |                                      |                                      |
|  |                                           |                                           |                                           |                                           |         |         |                                          |                                          |                                          |                                          |  |  |                       |                       |                       |                       |  |  |                                      |                                      |                                      |                                      |
|  |                                           |                                           |                                           |                                           |         |         |                                          |                                          |                                          |                                          |  |  |                       |                       |                       |                       |  |  |                                      |                                      |                                      |                                      |
|  |                                           |                                           |                                           |                                           |         |         |                                          |                                          |                                          |                                          |  |  |                       |                       |                       |                       |  |  |                                      |                                      |                                      |                                      |
|  |                                           |                                           |                                           |                                           |         |         |                                          |                                          |                                          |                                          |  |  |                       |                       |                       |                       |  |  |                                      |                                      |                                      |                                      |
|  |                                           |                                           |                                           |                                           |         |         |                                          |                                          |                                          |                                          |  |  |                       |                       |                       |                       |  |  |                                      |                                      |                                      |                                      |
|  |                                           |                                           |                                           |                                           |         |         |                                          |                                          |                                          |                                          |  |  |                       |                       |                       |                       |  |  |                                      |                                      |                                      |                                      |
|  | France                                    | France                                    | 28                                        | 28                                        |         |         |                                          |                                          |                                          |                                          |  |  |                       |                       |                       |                       |  |  |                                      |                                      |                                      |                                      |
|  | France                                    | France                                    | 28                                        | 28                                        |         |         |                                          |                                          |                                          |                                          |  |  |                       |                       |                       |                       |  |  |                                      |                                      |                                      |                                      |
|  |                                           |                                           | Allemagne                                 | Allemagne                                 | 3       | 3       |                                          |                                          |                                          |                                          |  |  |                       |                       |                       |                       |  |  |                                      |                                      |                                      |                                      |
|  |                                           |                                           |                                           |                                           | 3       | 3       |                                          |                                          |                                          |                                          |  |  |                       |                       |                       |                       |  |  |                                      |                                      |                                      |                                      |
|  |                                           |                                           |                                           |                                           |         |         |                                          |                                          |                                          |                                          |  |  |                       |                       |                       |                       |  |  |                                      |                                      |                                      |                                      |
|  |                                           |                                           |                                           |                                           |         |         |                                          |                                          |                                          |                                          |  |  |                       |                       |                       |                       |  |  |                                      |                                      |                                      |                                      |
|  |                                           |                                           |                                           |                                           |         |         |                                          |                                          |                                          |                                          |  |  |                       |                       |                       |                       |  |  |                                      |                                      |                                      |                                      |
|  |                                           |                                           |                                           |                                           |         |         |                                          |                                          |                                          |                                          |  |  |                       |                       |                       |                       |  |  |                                      |                                      |                                      |                                      |
|  |                                           |                                           |                                           |                                           |         |         |                                          |                                          |                                          |                                          |  |  |                       |                       |                       |                       |  |  |                                      |                                      |                                      |                                      |
|  |                                           |                                           |                                           |                                           |         |         |                                          |                                          |                                          |                                          |  |  |                       |                       |                       |                       |  |  |                                      |                                      |                                      |                                      |
|  |                                           |                                           |                                           |                                           |         |         |                                          |                                          |                                          |                                          |  |  |                       |                       |                       |                       |  |  |                                      |                                      |                                      |                                      |
|  |                                           |                                           |                                           |                                           |         |         |                                          |                                          |                                          |                                          |  |  |                       |                       |                       |                       |  |  |                                      |                                      |                                      |                                      |
|  |                                           |                                           |                                           |                                           |         |         |                                          |                                          |                                          |                                          |  |  |                       |                       |                       |                       |  |  |                                      |                                      |                                      |                                      |
|  |                                           |                                           |                                           |                                           |         |         |                                          |                                          |                                          |                                          |  |  |                       |                       |                       |                       |  |  |                                      |                                      |                                      |                                      |

## Finale
(mt : 6 - 16)
Points marqués :

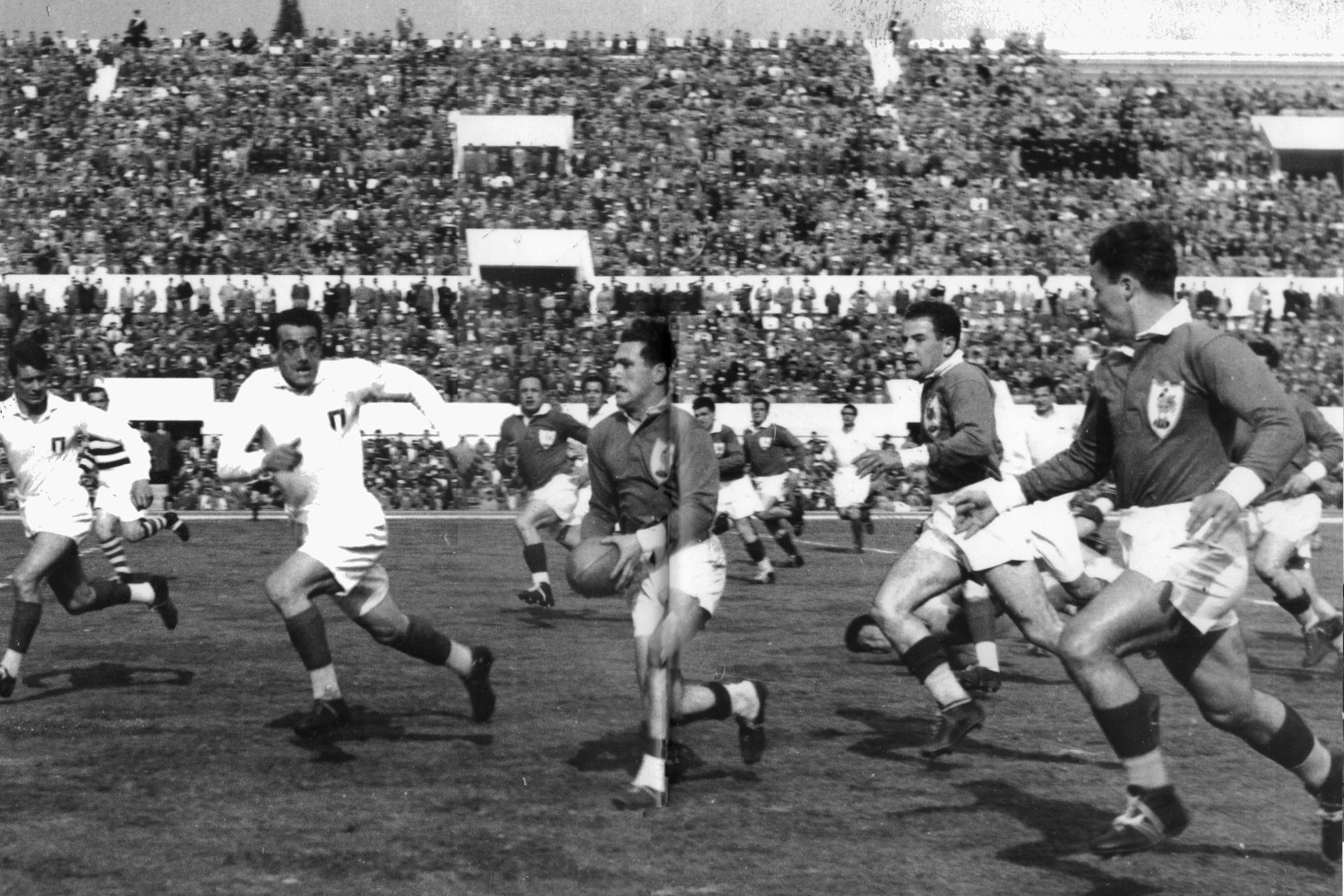
La finale, opposant l’Italie à la France.

- Italie : 2 essais de Gabrielli (23e), Lanfranchi (77e), 2 pénalités de Dari (23e, 59e)
- France : 6 essais de M. Prat (9e, 20e), Lepatey (43e), Murillo (55e, 68e), Larréguy (72e), 5 transformations de J. Prat (9e, 20e, 43e, 68e, 72e), 2 pénalités de J. Prat (11e, 17e)

Évolution du score :
Arbitre : M. P. Cooper 
| Italie · Titulaires · (Amatori Rugby Milan) Nando Barbini 15 · (Rugby Rovigo) Pietro Stievano 14 · (Rugby Rome) (cap.) Paolo Rosi 13 · (CUS Genova) Remo Zanatta 12 · (Rugby Rome) Sergio Silvestri 11 · (Rugby Rovigo) Riccardo Santopadre 10 · (Rugby Parme) Mario Pisaneschi 9 · (Rugby Parme) Mario Percudani 8 · 77e (FC Grenoble) Sergio Lanfranchi 7 · 1e (Lazio Rome) Piero Gabrielli 6 · (Rugby Rome) Leonardo Riccioni 5 · (Rugby Rome) Paolo Dari 4 · (Rugby Parme) Giorgio Fornari 3 · (Rugby Parme) Gennaro Mancini 2 · (Rugby Brescia) Andrea Taveggia 1 · Remplaçants Entraîneurs · Renzo Maffioli Julien Saby |  | France · Titulaires · 15 Pierre Albaladejo (US Dax) · 14 Jacques Lepatey (RC Narbonne) 43e · 13 Maurice Prat (FC Lourdes) 9e 20e · 12 André Boniface (US Dax) · 11 Gérard Murillo (Stade dijonnais) 55e 68e · 10 Roger Martine (FC Lourdes) · 9 Gérard Dufau (US Dax) · 8 Jean Prat (cap.) (FC Lourdes) · 7 Henri Domec (FC Lourdes) · 6 Gilbert Larréguy (Aviron bayonnais) 72e · 5 Michel Celaya (Biarritz olympique) · 4 Robert Baulon (Boucau stade) · 3 Jean Bichindaritz (Biarritz olympique) · 2 Jean Bénetière (Racing club de France) · 1 Amédée Domenech (RC Vichy) · Remplaçants Entraîneur · X |

### Archives vidéographiques
- Résumé du match : « Italia-Francia di rugby (28/04/1954) », sur www.archivioluce.com (consulté le 17 février 2014)